# David Bates
Sir David Robert Bates FRS (Omagh, 18 de novembro de 1916 — Belfast, 5 de janeiro de 1994) foi um matemático e físico irlandês.
Nascido em Omagh, no Condado de Tyrone, Irlanda, mudou-se para Belfast com sua família em 1925, frequentando a Royal Belfast Academical Institution. Matriculou-se na Queen's University of Belfast em 1934. Em 1939 ele se tornou um estudante pesquisador de Harrie Massey.
Durante a Segunda Guerra Mundial trabalhou no Admiralty Mining Establishment, onde desenvolveu métodos de proteção de navios de minas ativadas magneticamente.
Trabalhou na University College London, de 1945 até 1951, retornando para o Queen's University of Belfast, onde fundou o Departamento de Matemática Aplicada e Física Teórica. Embora oficialmente aposentado em 1982, continuou a trabalhar no departamento como professor emérito até sua morte.
Suas contribuições à ciência incluem obras seminais sobre a física atmosférica, física molecular e química das nuvens interestelares. Foi nomeado cavaleiro em 1978, por seus serviços à ciência, foi fellow da Royal Society e vice-presidente da Real Academia Irlandesa. Em 1970 recebeu a Medalha Hughes. Foi eleito membro honorário estrangeiro da Academia de Artes e Ciências dos Estados Unidos em 1974.
Bates foi um defensor da paz e um norte-irlandês não sectário. Foi um dos fundadores do Partido da Aliança da Irlanda do Norte.
O prédio da matemática na Queen's University of Belfast foi batizado com seu nome.
Dois prêmios científicos foram criados em sua homenagem:
- a Medalha David Bates da União Europeia de Geociências é concedida anualmente para contribuições de destaque à ciência dos sistemas planetários e solar[3]
- o Prêmio David Bates do Instituto de Física é concedido em anos pares para conquistas de destaque em física atômica, molecular, óptica e de plasma.